# NGC 4394
NGC 4394 es una galaxia espiral barrada situada en la constelación de Coma Berenices, a 52 millones de años luz de la Vía Láctea visible con telescopios de aficionado. Es un miembro del Cúmulo de Virgo.
NGC 4394 se halla muy cerca en apariencia -a apenas 35 kiloparsecs- de la galaxia lenticular M85; sin embargo, no se detecta ninguna interacción entre ambas, y al igual que otras muchas galaxias del cúmulo al que pertenece es relativamente pobre en hidrógeno neutro, estando éste contenido dentro del disco visible de la galaxia. Además, su tasa de formación estelar es baja comparada con otras galaxias espirales similares.